# Windows Media Player Playlist
WPL ( Windows Media Player Playlist ) は、マルチメディアプレイリストを格納するコンピュータ ファイル形式である。これは、 Microsoft Windows Media Playerバージョン 9 ～ 12 で使用される独自のファイル形式である。   WPL ファイルの要素はXML形式で表される。最上位要素smilは、ファイルの要素がSMIL (Synchronized Multimedia Integration Language) 構造に従うことを指定している。 
ファイルは「wpl」ファイル拡張子で保存され、そのMIME タイプはapplication/vnd.ms-wplとなる。

## 例
wpl ファイルの例を次に示す。
```
<?wpl version="1.0"?>

<smil>

    
<head>

        
<meta
 
name=
"Generator"
 
content=
"Microsoft Windows Media Player -- 11.0.5721.5145"
/>

        
<meta
 
name=
"AverageRating"
 
content=
"33"
/>

        
<meta
 
name=
"TotalDuration"
 
content=
"1102"
/>

        
<meta
 
name=
"ItemCount"
 
content=
"3"
/>

        
<author/>

        
<title>
Bach
 
Organ
 
Works
</title>

    
</head>

    
<body>

        
<seq>

            
<media
 
src=
"\\server\vol\music\Classical\Bach\OrganWorks\cd03\track01.mp3"
/>

            
<media
 
src=
"\\server\vol\music\Classical\Bach\OrganWorks\cd03\track02.mp3"
/>

            
<media
 
src=
"SR15.mp3"
 
tid=
"{35B39D45-94D8-40E1-8FC2-9F6714191E47}"
/>

        
</seq>

    
</body>

</smil>

```